# Булакти (Актюбінська область)
Булакти́ (каз. Бұлақты) — село у складі Мугалжарського району Актюбінської області Казахстану. Адміністративний центр Єгіндибулацького сільського округу.
До 2008 року село називалось Родники.
Населення — 390 осіб (2021; 678 у 2009, 1199 у 1999, 1270 у 1989).